# Фёдоровка (приток Кобры)
Фёдоровка — река в России, протекает главным образом в Нагорском районе Кировской области (небольшой участок верхнего течения находится в Прилузском районе Коми), крупнейший приток реки Кобры (бассейн Волги).
Устье реки находится в 51 км по правому берегу реки Кобра. Длина реки составляет 139 км. Крупнейший приток — Мытец.
Исток реки в лесах на Северных Увалах близ границы Кировской области и Республики Коми в 62 км к северо-западу от посёлка Нагорск. Первые километры течения река преодолевает по Кировской области, потом ненадолго затекает в Республику Коми, ниже вновь течёт по Нагорскому району Кировской области. Почти всё течение реки проходит по лесным массивам.
Русло реки крайне извилистое, генеральное направление в верхнем течении — юг, у посёлка Бажелка река разворачивается на северо-восток. В среднем течении на берегах реки все три населённых пункта Метелевского сельского поселения: посёлок Бажелка и деревни Каменное и Комарово. Река впадает в Кобру двумя километрами ниже посёлка Первомайск (Синегорское сельское поселение). Ширина реки у устья — 30 метров.

### Притоки (км от устья)
- 8,1 км: река Мытец (Мытиха) (лв)
- 13 км: река Мытьецовка (лв)
- 21 км: река Войчиха (лв)
- 42 км: река Выдрица (пр)
- река Брусяна (лв)
- 49 км: река Сордук (Большой Сордук) (пр)
- река Простойка (пр)
- 61 км: река Бажалка (в водном реестре — река без названия, пр)
- 64 км: река Агеевка (пр)
- 68 км: река Козел-Ил (пр)
- река Лудаель (пр)
- 81 км: река Колчаевка (в водном реестре — река без названия, лв)
- 83 км: река Маматовка (пр)
- 86 км: река Чернушка (в водном реестре — река без названия, пр)
- река Озанка (лв)
- река Малый Кушнюр (пр)
- река Большой Кушнюр (пр)

## Данные водного реестра
По данным государственного водного реестра России относится к Камскому бассейновому округу, водохозяйственный участок реки — Вятка от истока до города Киров, без реки Чепца, речной подбассейн реки — Вятка. Речной бассейн реки — Кама.
Код объекта в государственном водном реестре — 10010300212111100031082.